# 馬德拉鰩
馬德拉鰩（學名：Raja maderensis），為軟骨魚綱鰩目鰩科鰩屬的一種，被IUCN列為易危保育類動物，分布於東大西洋馬德拉群島海域，深度可達500公尺，本魚全身布滿刺，眶刺分離，從頸背至第一背鰭有21-25個大刺，排列整齊，體上表面深褐色，有連續不規則的淺色斑點，形成寬闊的起伏橫帶，其間有較窄的無斑點橫帶，下表面白色，但吻部為灰色，前緣中點後方的盤緣為寬闊的深色邊緣，尾尖處也呈黑色，體長可達85公分，棲息在大陸棚及大陸坡上層海域，為底棲性魚類，肉食性，卵生，生活習性不明。